# Sfinksen (kulle i Antarktis, lat -71,44, long 11,96)
Sfinksen är en kulle i Antarktis. Den ligger i Östantarktis. Norge gör anspråk på området. Toppen på Sfinksen är 1 825 meter över havet, eller 426 meter över den omgivande terrängen. Bredden vid basen är 6,9 km.
Terrängen runt Sfinksen är platt åt nordväst, men åt sydost är den kuperad. Trakten är obefolkad. Det finns inga samhällen i närheten. 